# Hylta
Hylta är en småort i Hjärsås socken i Östra Göinge kommun i Skåne län.

## Befolkningsutveckling
| Befolkningsutvecklingen i Hylta 1990–2015 | Befolkningsutvecklingen i Hylta 1990–2015 | Befolkningsutvecklingen i Hylta 1990–2015 | Befolkningsutvecklingen i Hylta 1990–2015 | Befolkningsutvecklingen i Hylta 1990–2015 |
| ----------------------------------------- | ----------------------------------------- | ----------------------------------------- | ----------------------------------------- | ----------------------------------------- |
|                                           |                                           |                                           |                                           |                                           |
| År                                        |                                           |                                           | Folkmängd                                 | Areal (ha)                                |
| 1990                                      | 1990                                      |                                           | 79                                        | 20                                        |
| 1995                                      | 1995                                      |                                           | 80                                        | 22                                        |
| 2000                                      | 2000                                      |                                           | 76                                        | 24                                        |
| 2005                                      | 2005                                      |                                           | 65                                        | 24                                        |
| 2010                                      | 2010                                      |                                           | 57                                        | 24                                        |
| 2015                                      | 2015                                      |                                           | 58                                        | 31                                        |
|                                           |                                           |                                           |                                           |                                           |